# Alexandrina de Balazar
Pour les articles homonymes, voir Alexandrine.
Alexandrina Maria da Costa, plus connue sous le nom de bienheureuse Alexandrina de Balazar, née le 30 mars 1904 à Balazar et morte dans la même ville le 13 octobre 1955, est une mystique catholique portugaise.
Membre de l'Association des Salésiens Coopérateurs, elle a influencé le pape Pie XII à accomplir la consécration du monde au Cœur immaculé de Marie. Elle est surtout connue comme « l'apôtre de l'Eucharistie ».
Elle est vénérée comme bienheureuse par l'Église catholique et sa fête liturgique est célébrée le 13 octobre.

## La vie d'Alexandrina de Balazar
Alexandrina Maria da Costa naît à Gresufes, paroisse de Balazar, petit bourg situé à environ 50 kilomètres de Porto, dans l'archidiocèse de Braga, le 30 mars 1904, d'un milieu de paysans honnêtes et travailleurs. Elle est baptisée le Samedi Saint suivant, 2 avril 1904.

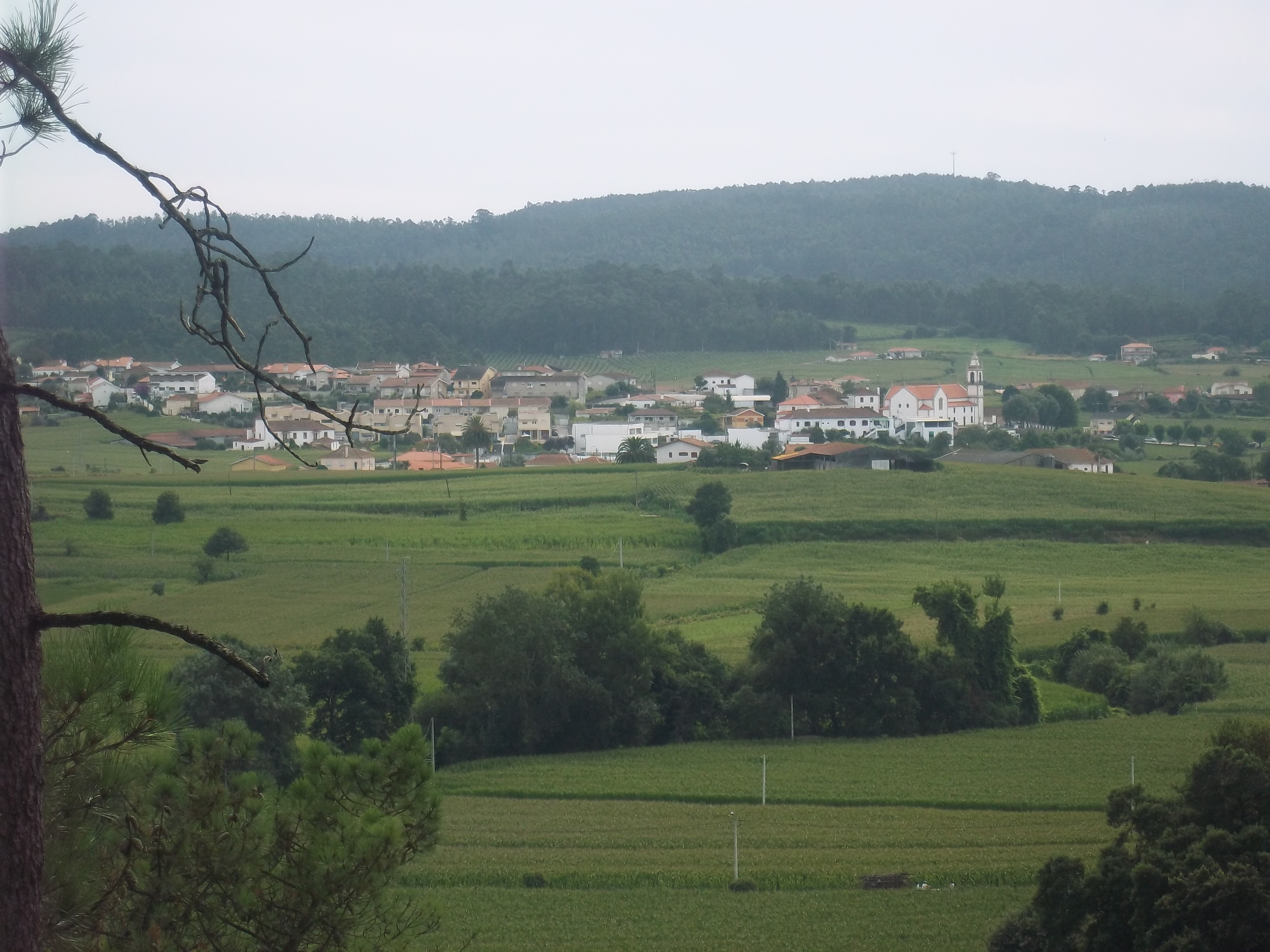
Le village de Balazar, Portugal.

À la suite du saut d'une fenêtre quand elle a 14 ans pour fuir trois hommes qui la poursuivent dans le but de la violer, elle souffre d'une paralysie progressive qui la cloue, à partir de 1925, au lit. 
En 1936, elle demande au pape Pie XI la consécration du monde au Cœur immaculé de Marie, vœu exaucé par le pape Pie XII le 30 octobre 1942.
Sur les conseils d'un prêtre, sa sœur a tenu un journal des paroles et des expériences mystiques qu'aurait eu Alexandrina. D'après son autobiographie du Vatican, Jésus lui aurait parlé, en disant à un moment donné "Vous ne recevrez que très rarement des consolations... Je veux que, pendant que ton cœur est rempli de souffrance, sur tes lèvres il y ait un sourire".
Selon sa biographie au Vatican, de mars 1942, pendant environ 13 ans jusqu'à sa mort, elle n'a reçu aucune nourriture, à l'exception de la communion quotidienne, et son poids est tombé à environ 33 kilos. Elle a été examinée par des médecins, sans aucune conclusion,.

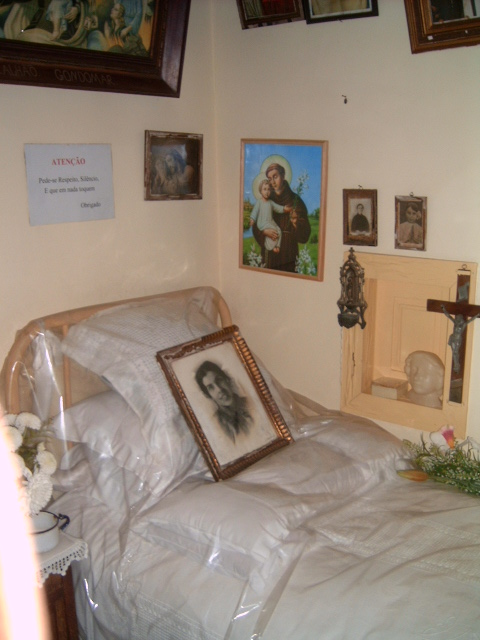
La chambre d'Alexandrina (Balazar, Portugal).

Ses biographes rapportent qu'à la fin de sa vie, elle revit la passion du Christ tous les vendredis. Pendant une extase elle tombe sur le plancher sous le poids de la croix, deux hommes essayent de la soulever, mais n'y  parviendraient pas. Elle ne pèse alors que 34 kilos. À la question du directeur spirituel sur le poids de la croix qu'elle porte, Alexandrina répond qu'elle porte "un poids mondial".
Elle meurt le 13 octobre 1955.
Son histoire crée alors une ferveur qui suscite un pèlerinage populaire, bien que l'archevêché de Braga ait interdit toute visite entre 1944 et 1952.
Le pape Jean-Paul II l’a déclarée Vénérable, le 12 janvier 1996, puis bienheureuse, le 25 avril 2004.
Alexandrina Maria da Costa laisse une vaste œuvre écrite, étudiée principalement en Italie par le Père Umberto Pasquale, Chiaffredo et Eugenia Signorile. 
Dans ses écrits, elle affirme que Jésus lui a demandé d'être sa victime : 
Combien de victimes j'ai choisies ... Combien de victimes j'ai choisies et qui se sont refusées ! […] Si tu m’aimes, si tu es toute à moi, ne me refuse pas ce que je te demande. Sois ma victime.

### Tombeau d'Alexandrina de Balazar

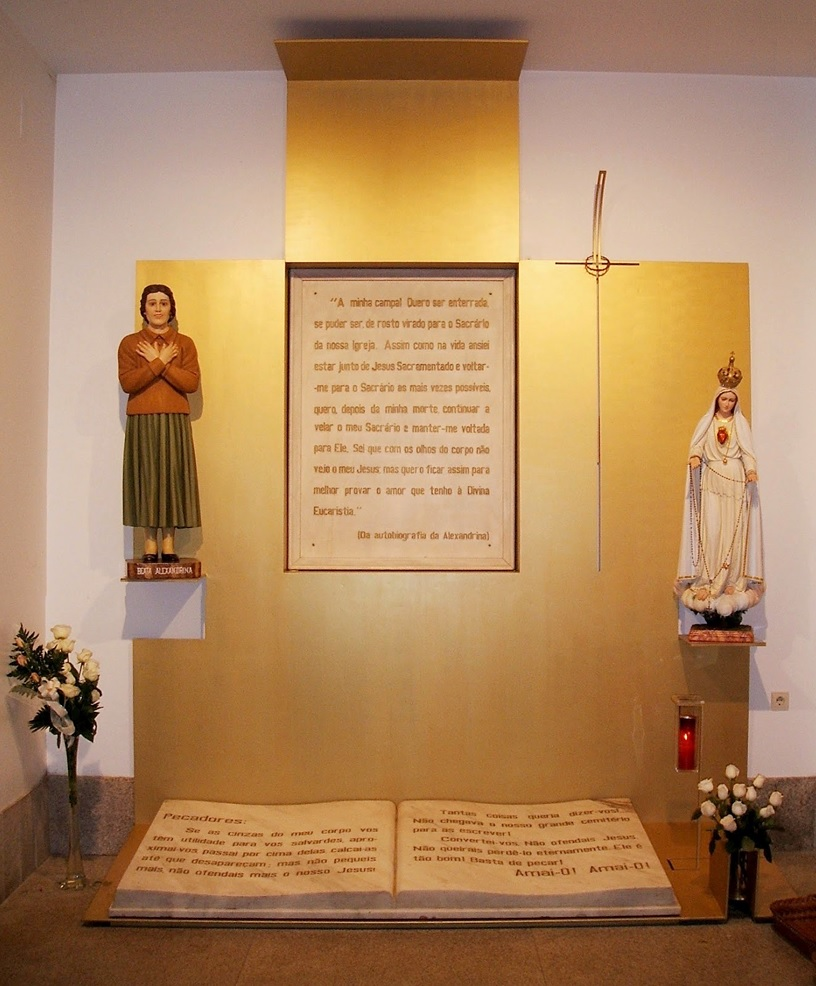
Le tombeau d'Alexandrina (Balazar, Portugal).

Le tombeau de celle qui a été élevée au titre de bienheureuse par l'Église catholique se trouve à gauche du maître-autel de l'église paroissiale de Sainte Eulalie en Balazar. À sa demande, les mots suivants ont été écrits sur sa pierre tombale :
"Pécheurs, si la poussière de mon corps peut vous aider à vous sauver, approchez-vous, marchez dessus, donnez-lui des coups de pied jusqu'à ce qu'elle disparaisse. Mais ne péchez plus jamais : n'offensez plus Jésus ! Pécheurs, combien je veux vous dire... Ne risquez pas de perdre Jésus pour l'éternité, car il est si bon. Assez de péchés. Aimez Jésus, aimez-le !"
Pour évaluer l'importance du tombeau d'Alexandrina, il est indispensable de connaître cette prodigieuse promesse que Jésus lui fit en juin 1946:
"Je te promets — lui dit le Seigneur — qu'après ta mort toutes les âmes qui visiteront ton tombeau seront sauvées, sauf s'ils le visitent et continuent dans le péché, abusant de la grande grâce que  par toi Je leur accorde. Afin que toutes celles qui visitent ton tombeau se sauvent, elles ont besoin d'autres grâces, qui ne sont pas nécessaires à ceux qui visiteront ton lit, celles-ci leur seront accordées par toi."